# RKS Radomsko
RKS Radomsko ist ein polnischer Fußballverein aus Radomsko in der Woiwodschaft Łódź. Der Verein spielte eine Spielzeit in der Ekstraklasa, der höchsten polnischen Spielklasse.

## Geschichte
RKS Radomsko wurde am 25. August 1979 gegründet. Bis 1993 spielte Radomsko nur in unterklassigen regionalen Ligen, dann stieg man erstmals in die III liga auf. 1994 schaffte man es in die 4. Runde des Puchar Polski, wo man dem Erstligisten Ruch Chorzów mit 0:1 unterlag. Im folgenden Jahr stieg man erstmals in die II liga auf. Im Pokal 1998/99 konnte Radomsko mit Wisła Krakau und Górnik Zabrze zwei Erstligisten besiegen, im Viertelfinale scheiterte man jedoch wieder an Ruch Chorzów. In der nächsten Saison war man noch erfolgreicher, durch mehrere Siege über Erstligisten schaffte Radomsko es bis ins Halbfinale, wo der Verein gegen Amica Wronki ausschied. 
Trotz der Verkleinerung der II liga zur Saison 2000/01 konnte man die Klasse halten, in der nächsten Saison gelang sogar bereits zwei Spieltage vor Ende der Saison, der erstmalige Aufstieg in Polens höchste Spielklasse, die Ekstraklasa. In der Saison 2001/02, die in zwei Gruppen ausgetragen wurde, spielte Radomsko nach einem 6. Platz in der Vorrunde gegen den Abstieg. Der direkte Abstieg konnte zwar verhindert werden, aber Radomsko musste Relegationsspiele gegen den Dritten der zweiten Liga, Szczakowianka Jaworzno, austragen. Nachdem man auswärts 2:0 verloren hatte, reichte der 1:0-Sieg im Rückspiel zuhause nicht aus und Radomsko musste nach nur einer Saison wieder absteigen. Im Puchar Ekstraklasy war Radomsko erfolgreicher, der Verein gelangte bis ins Halbfinale. Dort schied der Verein gegen Legia Warschau, den späteren Sieger, aus. In der folgenden Saison verpasste man den Wiederaufstieg mit einem achten Platz klar, schaffte aber immerhin zum zweiten Mal den Einzug ins Halbfinale des Pokals, wo man gegen Wisła Płock ausschied. In der folgenden Saison stieg man auch aus der II liga ab.
Nach mehreren Abstiegen bis in die regionalen Ligen stellte RKS Radomsko 2007 den Spielbetrieb ein. Als Nachfolger wurde RKS 1979 Radomsko gegründet, der Verein wurde aber nach nur zwei Saisons in den untersten Ligen 2009 wieder aufgelöst. In der Folge unterstützten die Anhänger von RKS Radomsko den neuen Verein Mechanik Radomsko. Später wurde dieser Verein in RKS Radomsko umbenannt.

## Erfolge
- Aufstieg in die Ekstraklasa: 2000
- Halbfinale des Puchar Polski: 1999/2000, 2002/03